# Gallaudet Eleven
Die Gallaudet Eleven waren eine Gruppe von elf gehörlosen Männern, die in den späten 1950er und 1960er Jahren für ein gemeinsames Forschungsprogramm der NASA und der U.S. Naval School of Aviation Medicine rekrutiert wurden, um die Auswirkungen von längerer Schwerelosigkeit auf den menschlichen Körper zu untersuchen. Sie wurden für die Teilnahme an der Studie ausgewählt, weil die Schäden, die sie am Gleichgewichtssystem ihrer Innenohren erlitten hatten, ihnen eine Immunität gegen die Reisekrankheit verliehen hatten. Diese Immunität machte sie für bestimmte physikalische Untersuchungen, die bei anderen Versuchspersonen zu Übelkeit geführt hätten, besonders widerstandsfähig.